# Antiga Fàbrica de Cal Romeu
L'Antiga Fàbrica de Cal Romeu és una obra del municipi de Piera (Anoia) inclosa en l'Inventari del Patrimoni Arquitectònic de Catalunya.

## Descripció
L'Antiga fàbrica havia format un conjunt de notables dimensions al bosc de la Pineda del Bedorc al costat esquerre del riu Anoia, aquesta proximitat amb el riu és deguda a la necessitat d'aigua abundant pel bon funcionament de la indústria. La fàbrica estava formada per dues naus separades, de planta longitudinal i dos pisos d'alçada. Destaca la gran quantitat de finestres que s'obren a l'exterior, probablement per facilitar la ventilació de les naus. Com ja és característic en aquest tipus de construccions de principis de segle, podem veure la utilització del totxo.

## Història
Es tracta de les ruïnes de la que fou la fàbrica de teixits de Cal Romeu, primera indústria que hi hagué a Piera.